# Samo Udrih
Samo Udrih (Celje, 2 agosto 1979) è un ex cestista sloveno.
È il fratello maggiore di Beno Udrih.

## Carriera
Con la Slovenia ha disputato i Campionati mondiali del 2010 e due edizioni dei Campionati europei (2009, 2011).

## Palmarès
- Coppa di Slovenia: 1

Union Olimpija: 2003
- Campionato croato: 1

Cibona Zagabria: 2009-10
- Campionato slovacco: 1

Inter Bratislava: 2013-14
- Coppa di Slovacchia: 1

Inter Bratislava: 2015